# 真源寺 (藤沢市)
真源寺（しんげんじ）は、神奈川県藤沢市本町三丁目にある浄土宗の寺院。山号は風早山。

## 歴史
創建は安永元年（1772年）空寂による。
文政3年（1820年）火災により本尊、過去帳はじめ全て消失。慶応元年（1865年）にも火災、仮本堂を建てる、現在は再興されている。

## 本尊
- 阿弥陀如来[1]

## 交通
- 鉄道
  - 藤沢本町駅（小田急電鉄江ノ島線）
- 道路
  - 神奈川県道43号藤沢厚木線

当寺は東西に走る県道43号線と藤沢市道652号線（藤沢石川線）の交差点南側に位置しているが、藤沢市ではこの交差点から南側へ道路延長を計画している（都市計画道路番号3・4・16）。予定地は当寺敷地と大きく重なっており、今後の進展は不明である。